# Gare de Hever
La gare de Hever est une gare ferroviaire belge de la ligne 53, de Schellebelle à Louvain, située à Hever sur le territoire de la commune de Boortmeerbeek, dans la province du Brabant flamand en région flamande.
Elle est mise en service en 1881 par l'administration des chemins de fer de l’État belge. C'est un arrêt sans personnel de la Société nationale des chemins de fer belges (SNCB) desservie par des trains Omnibus (L), InterCity (IC) et d'Heure de pointe (P).

## Situation ferroviaire
Établie à 8 m d'altitude, la gare de Hever est située au point kilométrique (PK) 45,328 de la Ligne 53, de Schellebelle à Louvain, entre les gares ouvertes de Muizen et de Boortmeerbeek.

## Histoire
La « station de Hever » est mise en service le 1er janvier 1881 par l'administration des chemins de fer de l'État belge.
Elle possédait un bâtiment des recettes identique à ceux érigés par le groupe de Bruxelles-Nord entre autres à Herent, Korbeek-Lo, Berchem-Saint-Agathe, Bodeghem-Saint-Martin ou Wavre-Sainte-Catherine.
Le bâtiment de Hever, ainsi que la plupart des bâtiments de ce type, a depuis disparu. L'aile des voyageurs a disparu en premier et le reste du bâtiment a été désaffecté et démoli en 1987. Il n'y a plus de bâtiments à part les abris de quai.

## Service des voyageurs

### Accueil
Halte SNCB, c'est un point d'arrêt non géré (PANG) à accès libre.
La traversée des voies et le passage d'un quai à l'autre s'effectuent par le passage à niveau routier.

### Desserte
Hever est desservie par des trains InterCity (IC), Omnibus (L) et d'Heure de pointe (P) de la SNCB qui effectuent des missions sur la ligne commerciale 53 (Louvain - Malines) (voir brochure SNCB).
En semaine, la desserte comprend :
- des trains L à arrêts fréquents entre Louvain et Saint-Nicolas via Malines ;
- deux trains P de Louvain à Malines (le matin) ;
- un train P de Termonde à Louvain et un de Louvain à Termonde (le matin) ;
- un train P de Saint-Nicolas à Louvain (le matin) et un autre (dans le même sens) l’après-midi ;
- un unique train P de Malines à Louvain (l’après-midi) ;
- un train P de Termonde à Louvain et un de Louvain à Termonde (l’après-midi).

Les week-ends et jours fériés, seuls circulent des trains IC-21 reliant Louvain et Malines.

### Intermodalité
Un parc pour les vélos et un parking pour les véhicules y sont aménagés.

## Comptage voyageurs
Le graphique et le tableau montrent le nombre de passagers qui en moyenne embarquent durant la semaine, le samedi et le dimanche.
| Nombre de voyageurs qui embarquent à la gare de Hever | Nombre de voyageurs qui embarquent à la gare de Hever | Nombre de voyageurs qui embarquent à la gare de Hever | Nombre de voyageurs qui embarquent à la gare de Hever |
|                                                       | Semaine                                               | Samedi                                                | Dimanche                                              |
| ----------------------------------------------------- | ----------------------------------------------------- | ----------------------------------------------------- | ----------------------------------------------------- |
| 1977                                                  | 151                                                   | 16                                                    | 10                                                    |
| 1978                                                  | 178                                                   | 21                                                    | 11                                                    |
| 1979                                                  | 187                                                   | 17                                                    | 20                                                    |
| 1980                                                  | 157                                                   | 14                                                    | 20                                                    |
| 1981                                                  | 209                                                   | 20                                                    | 19                                                    |
| 1982                                                  | 143                                                   | 18                                                    | 22                                                    |
| 1983                                                  | 143                                                   | 19                                                    | 12                                                    |
| 1984                                                  | 167                                                   | 16                                                    | 13                                                    |
| 1985                                                  | 168                                                   | 9                                                     | 18                                                    |
| 1986                                                  | 93                                                    | 14                                                    | 26                                                    |
| 1987                                                  | 152                                                   | 15                                                    | 18                                                    |
| 1988                                                  | 147                                                   | 17                                                    | 12                                                    |
| 1989                                                  | 121                                                   | 18                                                    | 42                                                    |
| 1990                                                  | 132                                                   | 12                                                    | 14                                                    |
| 1991                                                  | 137                                                   | 17                                                    | 18                                                    |
| 1992                                                  | 132                                                   | 17                                                    | 28                                                    |
| 1993                                                  | 107                                                   | 20                                                    | 19                                                    |
| 1994                                                  | 166                                                   | -                                                     | -                                                     |
| 1995                                                  | 164                                                   | -                                                     | -                                                     |
| 1996                                                  | 132                                                   | -                                                     | -                                                     |
| 1997                                                  | 139                                                   | -                                                     | -                                                     |
| 1998                                                  | 145                                                   | -                                                     | -                                                     |
| 1999                                                  | 165                                                   | -                                                     | -                                                     |
| 2000                                                  | 157                                                   | -                                                     | -                                                     |
| 2001                                                  | 155                                                   | -                                                     | -                                                     |
| 2002                                                  | 152                                                   | -                                                     | -                                                     |
| 2003                                                  | 121                                                   | -                                                     | -                                                     |
| 2004                                                  | 134                                                   | -                                                     | -                                                     |
| 2005                                                  | 136                                                   | -                                                     | -                                                     |
| 2006                                                  | 154                                                   | -                                                     | -                                                     |
| 2007                                                  | 155                                                   | -                                                     | -                                                     |
| 2008                                                  | -                                                     | -                                                     | -                                                     |
| 2009                                                  | 129                                                   | -                                                     | -                                                     |
| 2010                                                  | -                                                     | -                                                     | -                                                     |
| 2011                                                  | -                                                     | -                                                     | -                                                     |
| 2012                                                  | 141                                                   | -                                                     | -                                                     |
| 2013                                                  | 127                                                   | -                                                     | -                                                     |
| 2014                                                  | 138                                                   | -                                                     | -                                                     |
| 2015                                                  | 149                                                   | -                                                     | -                                                     |
| 2016                                                  | 181                                                   | -                                                     | -                                                     |
| 2017                                                  | 170                                                   | -                                                     | -                                                     |
| 2018                                                  | 142                                                   | -                                                     | -                                                     |
| 2019                                                  | 135                                                   | -                                                     | -                                                     |
| 2020                                                  | 65                                                    | -                                                     | -                                                     |
| 2021                                                  | -                                                     | -                                                     | -                                                     |
| 2022                                                  | 136                                                   | 101                                                   | 184                                                   |
| 2023                                                  | 128                                                   | 114                                                   | 90                                                    |
| 2024                                                  | 124                                                   | 79                                                    | 69                                                    |